# حقوق زندانیان
حقوق زندانیان غیرنظامی و نظامی تحت حاکمیت قوانین ملی و بین‌المللی است. کنوانسیون‌های بین‌المللی شامل این موارد هستند: 
میثاق بین‌المللی حقوق مدنی و سیاسی؛ «قواعد حداقلی رفتار با زندانیان» سازمان ملل متحد، «کمیته اروپایی برای پیش‌گیری از شکنجه و رفتار یا مجازات غیرانسانی یا تحقیرآمیز»‏ و کنوانسیون حقوق افراد دارای معلولیت.

## حقوق و وکالت بر حسب کشور

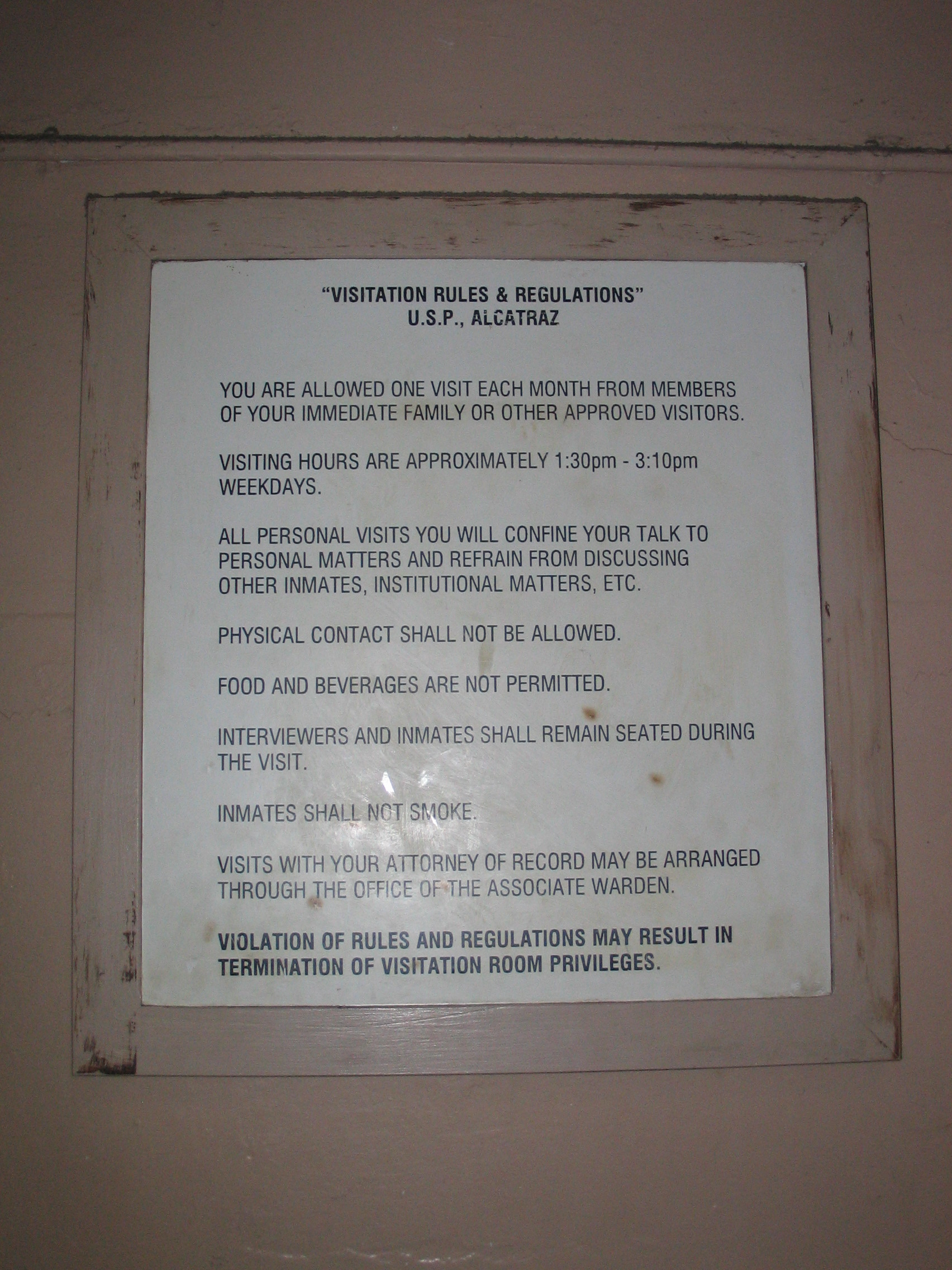
قواعد ملاقات در جزیره آلکاتراز

### آسیا
- حقوق بشر در جمهوری اسلامی ایران
- حقوق بشر در جمهوری خلق چین
  - اردوگاه‌های کار اجباری سین‌کیانگ

### اروپا
- حقوق بشر در روسیه
  - گولاگ
- اعتصاب غذای ایرلندی‌ها در ۱۹۸۱

### آمریکای شمالی
- در ایالات متحده آمریکا:
  - رویدادهای قابل توجه:
    - شکنجه و آزار زندانیان ابوغریب
    - بازداشتگاه گوانتانامو

  - دسته زنجیربند

### بین‌المللی
- فهرست کشورها بر پایه آهنگ زندانی شدن

## پیوندهای بیرون
سازمان‌هایی که برای حقوق زندانیان کار می‌کند:
- American Civil Liberties Union on prisoners' rights
- Human Rights Watch
- Amnesty International
- Prison Activist Resource Center

خطای لوآ در پودمان:World_topic در خط 262: assign to undeclared variable 'noredlinks'.